# Justin Paillot
Pour les articles homonymes, voir Paillot.
Justin Paillot est un pharmacien et un botaniste français, né le 24 juillet 1828 à Soye dans le Doubs et mort le 4 novembre 1891 à Rougemont (Doubs).

## Biographie
Il commence sa carrière comme instituteur à Nans avant de devenir pharmacien. Il exerce à Besançon de 1863 à 1865 puis à Rougemont.
Il est membre de la Société botanique de France et de la Société d'émulation du Doubs. C'est un botaniste amateur qui échange avec des botanistes renommés, on retrouve ses récoltes dans l'herbier Mantz, entre autres.
À la mort de Paul-Constant Billot, avec lequel il a collaboré, Justin Paillot et d'autres botanistes comme V. Bavoux, A. et P. Guichard, continuent la publication posthume de l'herbier de Billot sous le nom de Billotia.
Il fut le maître du lichénologue bisontin Camille Flagey (1834-1898).

## Publications
- Excursion à la glacière de la Grâce-Dieu, 1875, 19 pp.
- Flora Sequaniae Exsiccata ou Herbier de la Flore de Franche-Comté, 1872, 160 pp.
- Billotia, ou Notes de botanique, 1864, 132 pp.
- Notice sur les plantes rares ou intéressantes observées aux environs de Verdun-sur-Saône (Saône-et-Loire), en septembre et octobre 1867, impr. de E. Martinet, 1872.
- avec Xavier Vendrely, Flora sequianae exsiccata ou herbier de la Flore de Franche-Comté, Société d’Émulation du Doubs IV, 1872.

## Sources
- André Charpin et Gérard-Guy Aymonin (2004), Bibliographie sélective des Flores de France. V. Notices biographiques sur les auteurs cités : P-Z et compléments. Le Journal de Botanique de la Société botanique de France, 27 : 47-87.